# Elettroporazione

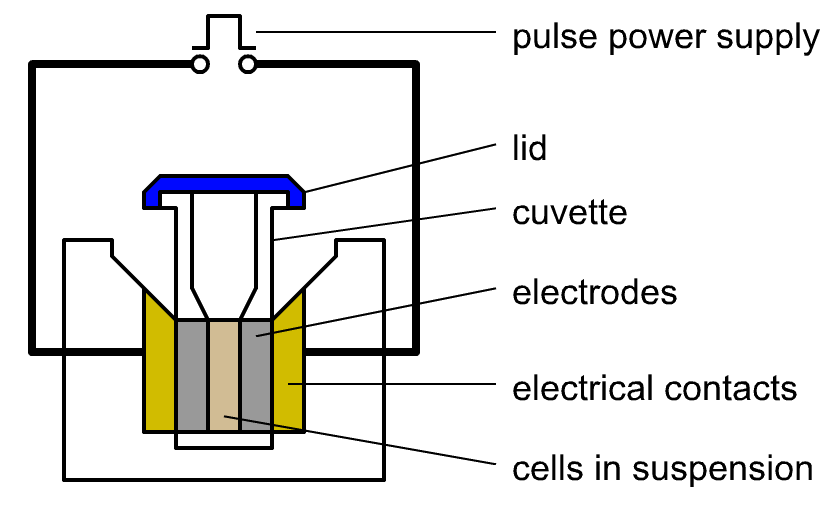
Schema di un dispositivo per elettroporazione con la cuvetta caricata con il campione da sottoporre a scarica elettrica

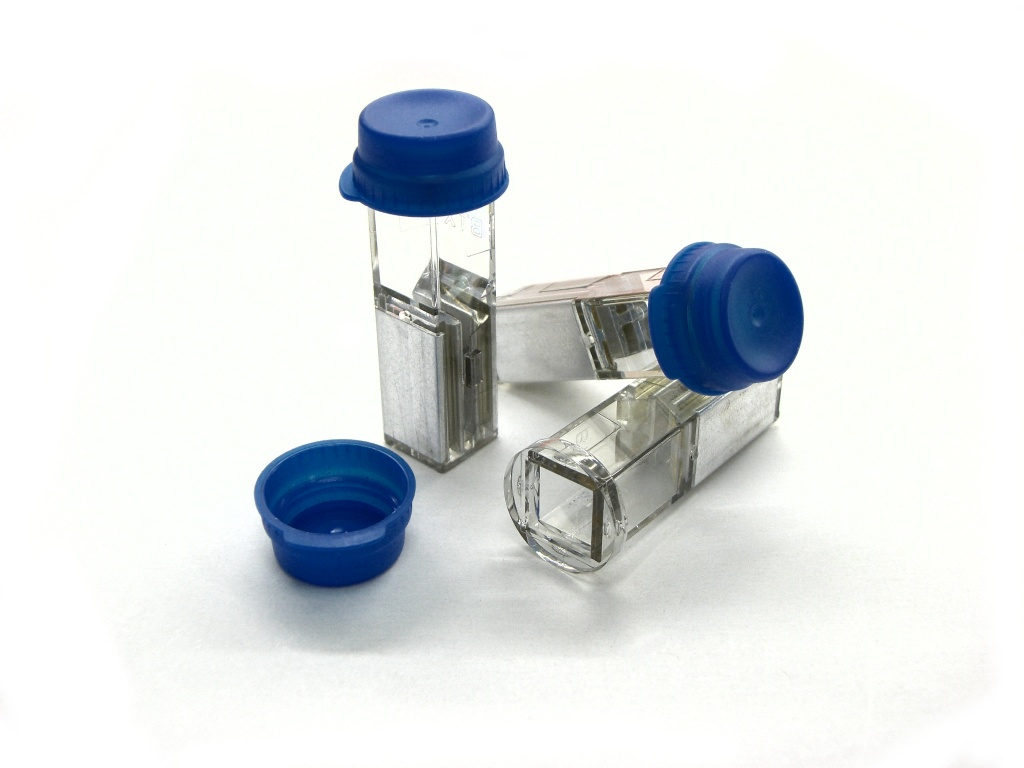
Cuvette per elettroporazione. Sono fatte di plastica con elettrodi di alluminio e chiuse da un coperchio blu. La capacità massima è di 400μl.

L'elettroporazione è una tecnica per aprire dei pori della membrana cellulare per introdurre nelle cellule il DNA o altre sostanze chimiche come chemioterapici. Applicata a protoplasti, cellule animali, batteri e lieviti.

## Come funziona
L'elettroporazione consiste in una repentina scarica elettrica operata in un cuvetta che racchiude cellule e molecole di DNA in una sospensione liquida. La scarica apre simultaneamente la membrana plasmatica delle cellule in numerosi punti, permettendo alle molecole di DNA di penetrare. È possibile ottimizzare i parametri di elettroporazione per i diversi tipi di linee cellulari, variando l'intensità del campo elettrico e la durata del trattamento. Applicata in metastasi tumorali, malformazioni vascolari e  tessuto cardiaco ha ottenuto i primi risultati incoraggianti.
Un procedimento particolare è il "particle gun", o cannone. Si tratta di un "acceleratore" a carica bianca fornito di un propulsore che esercita una forte pressione su un macronucleo collocato a monte di una serie di micronuclei costituiti da particelle di platino, oro o tungsteno sulle quali è stato fatto precipitare del DNA vettore. Questi vengono sparati a forte velocità su cellule e tessuti. Le particelle riescono a raggiungere il nucleo delle cellule.